# صناعة التسجيلات البريطانية
صناعة التسجيلات البريطانية المحدودة (بالإنجليزية: British Recorded Music Industry)‏ تُعرف باسم صناعة الفونوغرافيك البريطانية (British Phonographic Industry) وتختصر (BPI)، هي رابطة التجارة لصناعة الموسيقى المسجلة البريطانية.

## بناء
وتضم عضويتها المئات من شركات الموسيقى بما في ذلك جميع شركات التسجيل «الرئيسية» الثلاث في المملكة المتحدة (وارنر ميوزك المملكة المتحدة، سوني للترفيه الموسيقي، ومجموعة يونفيرسال الموسيقية)، ومئات من شركات الموسيقى المستقلة وشركات الموسيقى الصغيرة والمتوسطة.

## شهادة
| شكل             | الحالة         | الحالة         | الحالة         |
| شكل             | فضة            | ذهب            | بلاتنيوم       |
| --------------- | -------------- | -------------- | -------------- |
| ألبوم           | [nb 1] 60,000  | [nb 1] 100,000 | [nb 1] 300,000 |
| منفردة          | [nb 2] 200,000 | [nb 2] 400,000 | [nb 2] 600,000 |
| موسيقى دي في دي | -              | 25,000         | 50,000         |

## روابط خارجية
- صناعة التسجيلات الصوتية البريطانية